# True Stories and Other Dreams
True Stories and Other Dreams es el noveno álbum de estudio de la cantautora Judy Collins. Fue publicado en enero de 1973 por Elektra Records. 

## Canciones
True Stories and Other Dreams fue el primer álbum en el que la mayoría de las canciones fueron escritas por la misma Judy Collins. Cinco de las nueve canciones de este álbum fueron escritas por Judy, incluida «Fishermen Song», que luego interpretaría en Sesame Street.

## Recepción de la crítica
Un escritor no especificado de la revista Billboard escribió: “Este LP tiene muchas texturas y Judy trabaja bien en todas ellas, pero. «The Hostage» es la canción espectacular por la que el LP debe ser recordado. Detalla el motín en la prisión de Attica con congas apasionantes y letras acre de Tom Paxton. Elektra ha lanzado «Cook with Honey», una canción del tipo de día agradable y agradable que, junto con las otras pistas, es básica de Collins”. En una reseña en retrospectiva para AllMusic, William Ruhlmann comentó: “El tono del álbum se volvió gradualmente más oscuro. «Secret Gardens» y «Holly Ann» dieron paso a una versión llena de percusión de «The Hostage» de Tom Paxton, un relato del entonces reciente motín en la prisión estatal de Attica contado desde más allá de la tumba por un guardia de prisión asesinado que terminó culpando al gobernador Nelson Rockefeller por hacer que la policía irrumpiera en la prisión, [y] no a los presos que lo tenían retenido. Con ese desgarrador relato seguido de «Song for Martin» y «Ché», el álbum terminó así con tres canciones sobre muerte violenta. Eso convirtió a True Stories and Other Dreams en una colección pesimista, pero estaba en el estado de ánimo de la época a principios de los años 1970, presentando una resaca del idealismo de los años 1960 que había dado paso a la desilusión personal y política”. Natan Gesher de Colossal Reviews le otorgó una calificación de 2/5, describiendo la mayor parte del álbum como “extremadamente aburrido”.

## Rendimiento comercial
True Stories and Other Dreams debutó en la lista Top LPs & Tape de la revista Billboard el 10 de febrero de 1973 en el número 171; subió al número 27, su punto máximo, el 7 de abril.

## Lista de canciones
Todas las canciones escritas y compuestas por Judy Collins, excepto donde esta anotado. 
| Lado |                                              |          |  |
| N.º  | Título                                       | Duración |  |
| 1.   | «Cook with Honey» (Valerie Carter)           | 3:32     |  |
| 2.   | «So Begins the Task» (Stephen Stills)        | 3:12     |  |
| 3.   | «Fishermen Song»                             | 3:58     |  |
| 4.   | «The Dealer (Down and Losin')» (Bob Ruzicka) | 3:58     |  |
| 5.   | «Secret Gardens»                             | 5:34     |  |

| Lado dos |                            |          |  |
| N.º      | Título                     | Duración |  |
| 1.       | «Holly Ann»                | 4:50     |  |
| 2.       | «The Hostage» (Tom Paxton) | 2:55     |  |
| 3.       | «Song for Martin»          | 5:08     |  |
| 4.       | «Ché»                      | 7:34     |  |

## Posicionamiento
| Gráfica (1973)                   | Pico de posición |
| -------------------------------- | ---------------- |
| Canadá (RPM Top Albums/CDs)      | 9                |
| Estados Unidos (Billboard 200)   | 27               |
| Estados Unidos (Cashbox Top 100) | 23               |